# Comuna Świecie nad Osą
Comuna Świecie nad Osą este o comună (în poloneză: gmina) rurală în powiat Grudziądz, voievodatul Cuiavia și Pomerania, Polonia.
Comuna acoperă o suprafață de 94,67 km² și are, potrivit datelor din anul 2006, o populație de 4.253.